# Lou Macari
Luigi « Lou » Macari (né le 7 juin 1949 à Largs, de parents italiens) est un footballeur écossais devenu entraîneur. Il jouait au poste de milieu de terrain. Il a effectué l'ensemble de sa carrière de joueur dans deux clubs mythiques, le Celtic Glasgow et Manchester United.
De 1979 à 1982 il a été sélectionné 24 fois avec la sélection écossaise, inscrivant 5 buts.

## Palmarès
Celtic FC
- Meilleur buteur de la Coupe d'Europe des clubs champions (1) :
  - 1972.
- Champion du Championnat d'Écosse de football (6) :
  - 1968, 1969, 1970, 1971, 1972 & 1973.
- Vainqueur de la Scottish Cup (3) :
  - 1969, 1971 & 1972.
- Finaliste de la Scottish Cup (2) :
  - 1970 & 1973.

Manchester United
- Vice-champion du Championnat d'Angleterre de football (1) :
  - 1980.
- Vainqueur de la FA Cup (2) :
  - 1977 & 1983.
- Finaliste de la FA Cup (2) :
  - 1976 & 1979.